# Dave Heineman

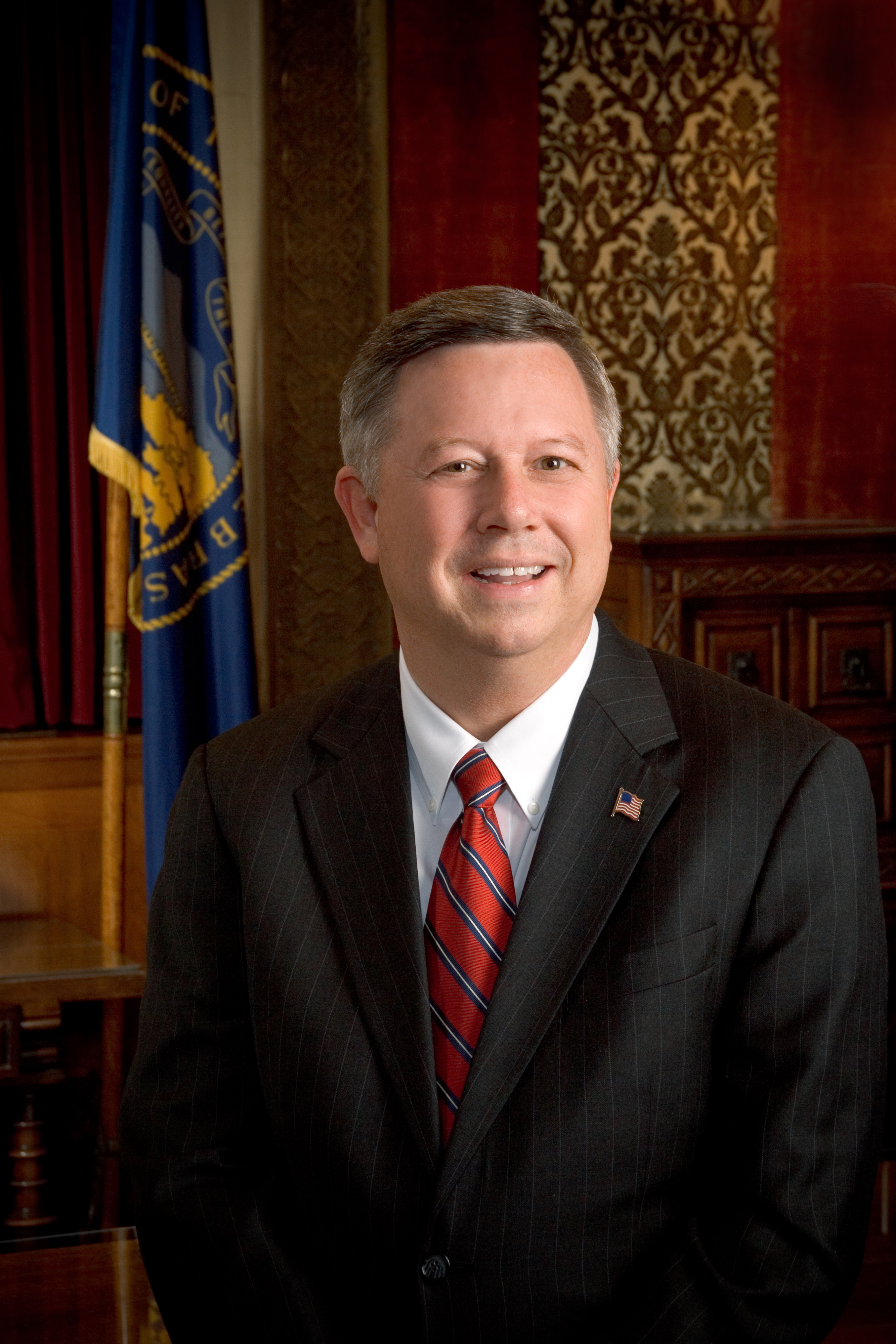
Dave Heineman (2006)

David „Dave“ Heineman (* 12. Mai 1948 in Falls City, Nebraska) ist ein US-amerikanischer Politiker (Republikanische Partei) und von 2005 bis 2015 Gouverneur des Bundesstaates Nebraska. Von 2011 bis 2012 war er als Nachfolger von Christine Gregoire Vorsitzender der National Governors Association.

## Frühe Jahre und politischer Aufstieg
Heineman besuchte nach der Grundschule die US-Militärakademie in West Point, die er 1970 erfolgreich abschloss. Danach diente er fünf Jahre als Offizier in der US Army, wo er es bis zum Captain brachte.
Als Mitglied der Republikanischen Partei war er im Stab des Kongressabgeordneten Hal Daub. Zwischen 1990 und 1994 gehörte er dem Stadtrat von Fremont an; von 1994 bis 2001 war er Finanzminister (Treasurer) von Nebraska. Im Jahr 2001 wurde er Vizegouverneur des Staates unter Gouverneur Mike Johanns.

## Gouverneur von Nebraska
Nach Johanns' Berufung zum Agrarminister im Kabinett von US-Präsident George W. Bush übernahm Dave Heineman im Januar 2005 das Gouverneursamt. Am 7. November 2006 wurde er von den Wählern Nebraskas erstmals bestätigt, wobei er mit 73,4 Prozent der Stimmen gegen den Demokraten David Hahn gewann. Zuvor hatte er sich in der republikanischen Primary gegen den Kongressabgeordneten Tom Osborne durchgesetzt. Seine vier Hauptthemen im Wahlkampf waren: Erziehung, wirtschaftliche Entwicklung, eine effiziente Regierung und der Schutz der Familien. Im November 2010 gelang ihm zum zweiten Mal die Wiederwahl: Diesmal setzte er sich mit einem Stimmenanteil von 74,3 Prozent gegen Mike Meister durch. Sein Vizegouverneur war von 2005 bis zu dessen Rücktritt im Jahr 2013 Rick Sheehy. Zu Heinemans Nachfolger wurde im November 2014 der Republikaner Pete Ricketts gewählt.
Dave Heineman ist mit Sally Ganem verheiratet. Gemeinsam haben sie einen Sohn.